# 松平頼儀
松平 頼儀（まつだいら よりのり）は、江戸時代中期から後期にかけての大名。讃岐高松藩の第8代藩主。官位は従四位上・左近衛権中将、讃岐守。

## 生涯
第6代藩主・松平頼真の長男として誕生した。母は側室の即就院（中山氏）。
寛政4年（1792年）、叔父で第7代藩主であった松平頼起の跡を継いだ。当初は緊縮財政を行っていたが、次第に奢侈に傾き、藩札の乱発により物価高騰と紙幣の価値低下（インフレーション）を起こした。また、殖産振興策にも失敗し、さらに江戸屋敷が火災に遭ったり、屋島神社（讃岐東照宮）造営の建築費を支出するなどした結果、江戸・大坂の商人からの借財が50万両以上に達し、藩財政が破綻状態に陥った。そのため、東浜の海岸一帯を埋め立てて問屋街を造ったり、「讃岐二白」と呼ばれる製塩と製糖の産業育成を行うなどした。就任中、16回の旱魃に遭う。
文政4年（1821年）、婿養子の頼恕に藩主を譲り、隠居した。文政12年（1829年）死去。享年55。

## 系譜
- 父：松平頼真（1743年 - 1780年）
- 母：即就院 - 中山氏
- 養父：松平頼起（1747年 - 1792年）
- 正室：藤姫（1778年 - 1796年） - 前田治脩の養女、前田重教の四女
- 継室：晴姫 - 池田治政の娘
- 室：藤木氏
  - 次男：松平頼胤（1811年 - 1877年） - 松平頼恕の養子
- 生母不明の子女
  - 長男：松平頼該（1809年 - 1868年） - 宮脇松平家
  - 三男：松平頼顕（美笑庵水盟） - 美笑正流第16代家元
  - 四男：本多忠民（1817年 - 1883年） - 本多忠考の婿養子
  - 女子：倫姫 - 松平頼恕正室
  - 女子：井伊直亮正室
  - 女子：板倉勝明正室
  - 女子：律姫（? - 1813年） - 前田斉泰婚約者
- 養子
  - 男子：松平頼恕（1798年 - 1842年） - 徳川治紀の次男